# 唐納利 (明尼蘇達州)
唐納利（英語：Donnelly）是一個位於美國明尼蘇達州史蒂文斯縣的城市。

## 歷史
唐納利的郵局自1876年營運至今。唐納利於1872年成立。原名道格拉斯（Douglas），1876年改為現稱。

## 人口
根據2020年美國人口普查的數據，唐納利的面積為8.05平方千米，當中陸地面積為7.21平方千米，而水域面積為0.84平方千米。當地共有人口221人，而人口密度為每平方千米27人。